# Theresa Rebeck
Theresa Rebeck (* 19. února 1958, Kenwood, Ohio, Spojené státy americké) je americká scenáristka, dramatička a spisovatelka. Její práce se objevuje na jevišti Broadwaye i mimo Broadway, ve filmu a v televizi.

## Životopis
Narodila se Kenwoodu ve státě Ohio a v roce 1976 absolvovala z Cincinnati Ursuline Academy. V roce 1980 získala bakalářský titul na University of Notre Dame a na to navázala třemi tituly z Brandeis University: magisterským v roce 1983, magisterským ve psaní divadelních her v roce 1986 a doktorátem v melodrama z viktoriánské doby, který získala v roce 1989.

## Televizní scénáře
- Zákon podle Canterburyové
- Smith
- Zákon a pořádek: Zločinné úmysly
- Třetí hlídka
- Maximum Bob
- Total Security
- American Dreamer
- Právo v Los Angeles
- Snílek
- Brooklyn Bridge
- Smash

## Divadelní hry
Její další práce jako dramatička zahrnuje hry:

### Celovečerní
- Dead Accounts (2012)
- Seminar (2011)
- Poor Behavior (2011)
- O Beautiful (2011), napsáno pro profesionální herce na University of Delaware
- The Understudy
- Mauritius (2007)
- Our House (2009)
- The Scene (2006)
- The Water’s Edge (2006)
- The Bells (2005)
- Omnium Gatherum (2003) (napsáno s Alexandrou Gersten-Vassilaros)
- Bad Dates (2003)
- Dollhouse (2000)
- The Butterfly Collection (2000)
- Abstract Expression (1998)
- View of the Dome (1996)
- Sunday on the Rocks (1994, konečná verze – 1996)
- The Family of Mann (1994)
- Loose Knit (1992)
- Spike Heels (1990, konečná verze – 1992)

### Jednoaktové
- Mary, Mother of God, Intercede for Us (2006)
- Aftermath (2005)
- Off Base (2005)
- How We Get to Where We're Going (2004)
- Train to Brooklyn (2003)
- Deliver Me (2003)
- The Actress (2002)
- Art Appreciation (2002)
- Funeral Play (2001)
- Josephina (2001)
- First Day (2000)
- Walk (1999)
- Great To See You (1998)
- The Contract (1997)
- Katie and Frank (1996)
- Does This Woman Have a Name? (1993)
- What We Are Up Against (1992)
- Candy Heart (1992)
- Drinking Problem (1991)
- Big Mistake (1991)
- Sex With The Censor (1990)
- The Bar Plays (1990)

### Filmové scénáře
Její práce jako scenáristka zahrnuje filmy:
- Catwoman
- Fáma
- Špionka Harriet
- Seducing Charlie Barker

## Osobní život
Žije v Park Slope v Brooklynu se svým manželem a jejich dvěma dětmi.